# Jeongjo
Jeongjo av Korea, född 1752, död 1800, var en koreansk monark. Han var kung av Korea 1776–1800.
Han var son till kronprins Sado och Hyegyeong. Han efterträdde sin farfar. 

## Familj
Jeongjo var gift med Hyoui. Han hade fyra bihustrur, bland dem Su-bin Bak. Han hade fem barn, bland dem:
1. Sunjo av Korea